# Soljani
Soljani est un village se trouvant en Slavonie (Croatie) dans la région Vukovarsko-srijemska županija, peuplée de 1 241 habitants (2011).